# Bad Liebenwerda
Bad Liebenwerda is een gemeente in de Duitse deelstaat Brandenburg, gelegen in het Landkreis Elbe-Elster. De stad telt 9.224 inwoners. Het heeft een oppervlakte van 138 km² en ligt in het oosten van Duitsland.
In Bad Liebenwerda is het Kreismuseum Bad Liebenwerda gevestigd dat ingaat op de cultuur en geschiedenis van de streek, het leven en werk van de drie muzikale broers August Friedrich, Johann Gottlieb en Carl Heinrich Graun, en het marionettentheater van Karl Gierhold.

## Indeling gemeente
De gemeente bestaat naast het oorspronkelijke stadsgebied van Liebenwerda uit de volgende Ortsteile:
- Burxdorf
- Dobra
- Kosilenzien
- Kröbeln
- Langenrieth
- Lausitz
- Maasdorf
- Möglenz
- Neuburxdorf
- Oschätzchen
- Prieschka
- Thalberg
- Theisa
- Zeischa
- Zobersdorf

## Demografie
- Ontwikkeling van de bevolking sinds 1875 binnen de huidige grenzen (blauwe lijn: Bevolking; stippellijn: Vergelijking van de ontwikkeling van de bevolking van de deelstaat Brandenburg, Grijze achtergrond: tijdens de nazi-regering, Rode achtergrond: tijdens de communistische regering)
- Recente ontwikkeling van de bevolking (blauwe lijn) en prognoses (stippelijn)

| Jaar | Inwoners |
| ---- | -------- |
| 1875 | 7 715    |
| 1890 | 8 058    |
| 1910 | 9 075    |
| 1925 | 9 943    |
| 1933 | 10 257   |
| 1939 | 11 012   |
| 1946 | 14 574   |
| 1950 | 14 459   |
| 1964 | 13 316   |
| 1971 | 13 548   |

| Jaar | Inwoners |
| ---- | -------- |
| 1981 | 12 690   |
| 1985 | 12 445   |
| 1989 | 12 123   |
| 1990 | 11 937   |
| 1991 | 11 703   |
| 1992 | 11 677   |
| 1993 | 11 733   |
| 1994 | 11 638   |
| 1995 | 11 649   |
| 1996 | 11 574   |

| Jaar | Inwoners |
| ---- | -------- |
| 1997 | 11 590   |
| 1998 | 11 593   |
| 1999 | 11 483   |
| 2000 | 11 326   |
| 2001 | 11 231   |
| 2002 | 11 068   |
| 2003 | 10 981   |
| 2004 | 10 866   |
| 2005 | 10 720   |
| 2006 | 10 573   |

| Jaar | Inwoners |
| ---- | -------- |
| 2007 | 10 391   |
| 2008 | 10 236   |
| 2009 | 10 038   |
| 2010 | 9 973    |
| 2011 | 9 772    |
| 2012 | 9 634    |
| 2013 | 9 486    |
| 2014 | 9 411    |
| 2015 | 9 305    |
| 2016 | 9 283    |

| Jaar | Inwoners |
| ---- | -------- |
| 2017 | 9 282    |
| 2018 | 9 188    |
| 2019 | 9 140    |

## Galerij

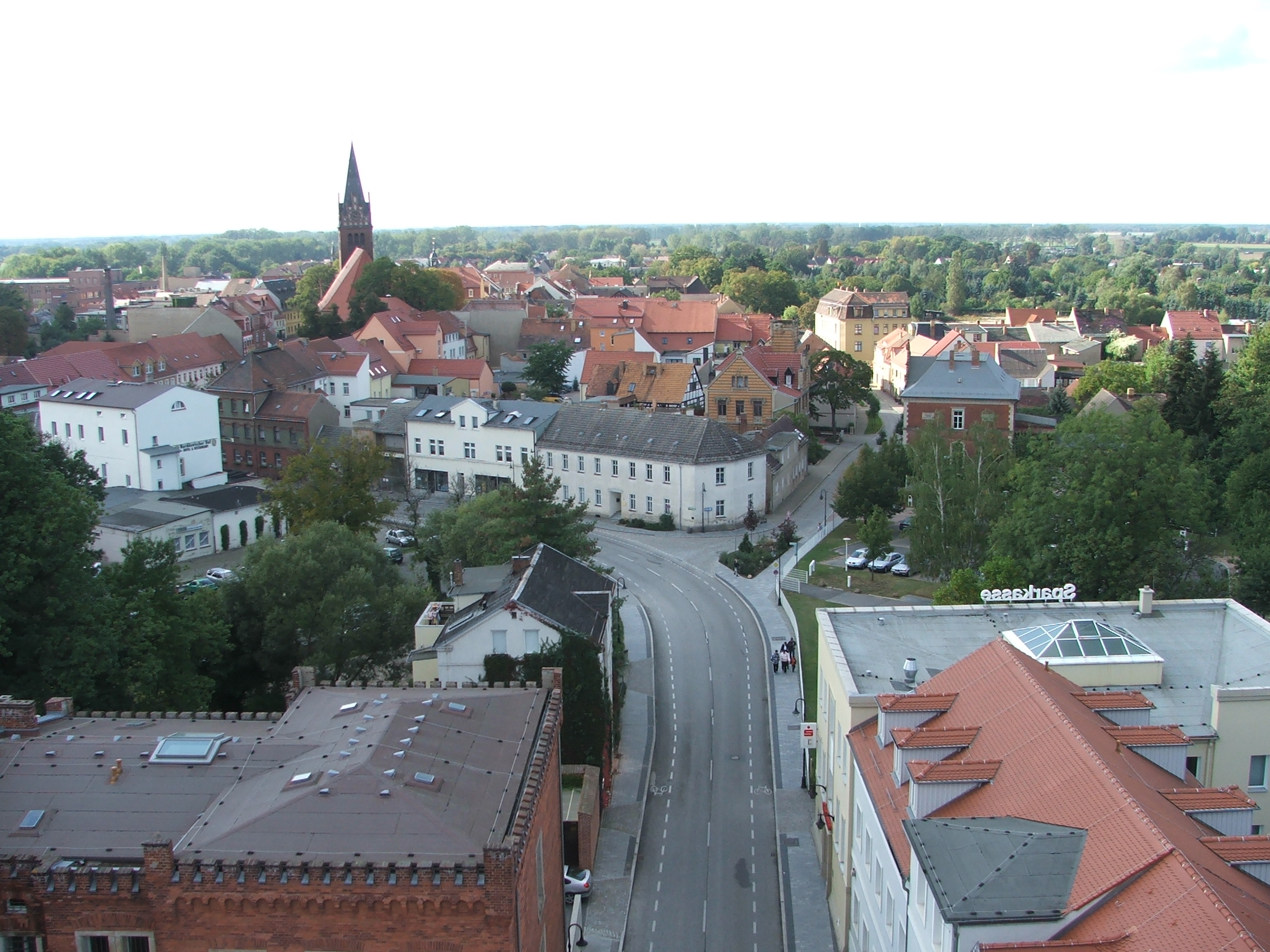
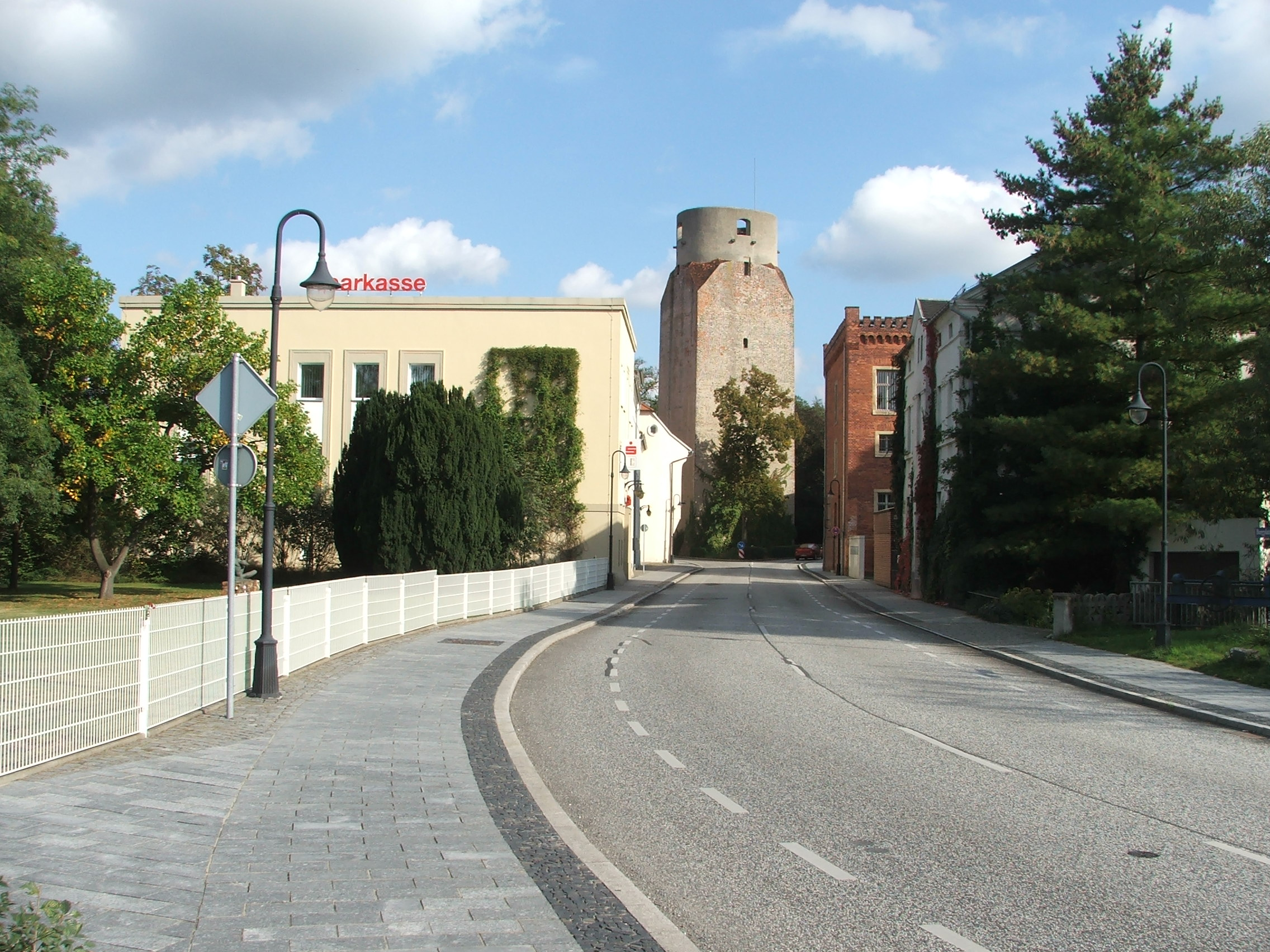